# Le Roi des palaces
Pour plus de détails, voir Fiche technique et Distribution.
Le Roi des palaces est un film franco-britannique réalisé par Carmine Gallone, sorti en 1932.

## Synopsis
Claude est le portier d'un hôtel de luxe et règne en maître sur le personnel. Il devra choisir entre l'amour d'une aristocrate ou celui d'une petite soubrette, avec pour concurrents un champion de golf et le roi d'une nation imaginaire. Après quelques jours dans le château de Betty, il choisira finalement de redevenir portier et optera pour l'amour de Victoire, tandis que Teddy Smith partira avec Betty.

## Fiche technique
- Titre : Le Roi des palaces
- Réalisation : Carmine Gallone
- Scénario : Henri-Georges Clouzot et Serge Véber d'après la pièce de Henry Kistemaeckers
- Musique : Raoul Moretti
- Photographie : Heinrich Balasch et Gérard Perrin
- Montage : Lothar Wolff
- Production : Gaumont
- Pays d'origine :  France -  Royaume-Uni
- Format : Noir et blanc - 1,37:1 - Mono
- Genre : Comédie
- Durée : 84 minutes
- Date de sortie : France : 16 décembre 1932

## Distribution
- Jules Berry : Claude
- Alexander D'Arcy : Alonzo
- Armand Dranem : Stanislas CCCXXVI, roi de Poldavie
- Simone Simon : Victoire
- Guy Sloux : Teddy Smith
- Betty Stockfeld : Betty
- Georges Morton : Saint-Luc, le ministre de Stanislas
- Simone Chobillon: une enfant de chœur